# البهائية في نيجيريا
بعد وجود محدود ومعزول في أواخر عشرينيات القرن العشرين، بدأ انتشار الدين البهائي في نيجيريا مع وصول الرواد البهائيين إلى منطقة غرب إفريقيا جنوب الصحراء الكبرى خلال خمسينيات القرن العشرين، ولا سيما بفضل جهود إينوك أولينغا، الذي كان له تأثير مباشر وغير مباشر في نمو المجتمع البهائي هناك. وبفضل هذا النمو المتزايد في غرب إفريقيا، انتُخبت جمعية روحية وطنية إقليمية في عام 1956. ومع اتساع المجتمع وانتشار أفراده في مختلف المدن وتنوع أنشطتهم، أسّس البهائيون في نيجيريا جمعيتهم الروحية الوطنية المستقلة بحلول عام 1979. وتتفاوت التقديرات بشأن عدد أتباع الديانة في البلاد، حيث قدّرت منظمة Operation World في عام 2001 عدد البهائيين بنحو 1000 شخص، في حين أشارت رابطة أرشيف بيانات الأديان، اعتمادًا على الموسوعة المسيحية العالمية، إلى وجود ما يقرب من 38,000 بهائي في عام 2005.

## السنوات الأولى
عاش ريتشارد سانت باربي بيكر وعمل في بعض المقاطعات الجنوبية في نيجيريا في الفترة من 1927 إلى 1929، وقام بتوسيع مشروع رجال الأشجار للحفاظ على البيئة، وباعتباره بهائيًا منذ عام 1925. في عام 1941 ألقى النيجيري كينغسلي إمباديوي كلمة في مركز البهائيين في نيويورك.
لوحظ أن النمو الواسع النطاق للدين في جميع أنحاء منطقة جنوب الصحراء الكبرى في أفريقيا بدأ في الخمسينيات من القرن العشرين وتسارع في الستينيات. في عام 1953، خطط شوقي أفندي، رئيس الدين، لخطة تعليمية دولية أطلق عليها اسم الحملة العشرية. خلال الخطة التعليمية، قام السيد والسيدة علي نخجواني بقيادة السيارة مع اثنين من الرواد الأفارقة من أوغندا لفتح بلدان جديدة للدين. استقر أول رائد في ما كان يُعرف آنذاك بأفريقيا الاستوائية الفرنسية، وفي وقت لاحق ذهب إينوك أولينغا إلى الكاميرون البريطانية. بحلول عام 1954، أدى النمو في الدين البهائي في الكاميرون إلى ظهور خمسة بهائيين شباب رواد المناطق المحيطة، وأصبح كل منهم فارسًا من فرسان بهاء الله بما في ذلك غانا وتوغو. وفي الوقت نفسه، أصبح كتاب بهائي ينتمي إلى أولينغا، "محادثات باريس"، أساسًا لكنيسة بهائية في نيجيريا، في كالابار، والتي عملت في عامي 1955 و1956. في عام 1956، كان هناك أكثر من 1000 بهائي في جميع أنحاء شمال غرب أفريقيا، مما أدى إلى إنشاء جمعية روحية وطنية إقليمية تضم نيجيريا برئاسة أولينغا ومقرها في تونس. كانت الكنيسة منفصلة عن المجتمع البهائي، لكنها طبقت التعاليم البهائية مع جميع الرجال الكاميرونيين تقريبًا في مزرعة نخيل كبيرة. لقد تأسست الكنيسة وازدهرت ثم انهارت تمامًا دون أن يعترف بها أو يعرفها رواد البهائية والمجتمع البهائي الدولي حتى حاول أحد المؤسسين إرجاع الكتاب. انضم زعيما الكنيسة لاحقًا رسميًا إلى الدين، وساعدا في تشكيل أول جمعية روحية محلية في كالابار في عام 1957 وشغلا مناصب أخرى.

## تنمية المجتمع
بحلول عام 1964، بينما كانت نيجيريا مرتبطة بالمجمع الروحاني الوطني الإقليمي لشمال غرب إفريقيا، كان لدى نيجيريا محفل روحاني محلي في أبا (نيجيريا)، وأفيكبو، وأكبابويو، وأنينجي، وأساتا إنوغو، كالابار، وإبادان، ولاغوس، ونياجي، وأوم، وسابيلي، ومجموعات أصغر من البهائيين في إيبوت ميتا، إيكوت أوكريبا، أوجوك، أولد. نديبيجي وأونيتشا وأورون، والبهائيون المعزولون في أباكاليكي وأبيوكوتا وكونتاغورا وكوا فولز وقرية مبيبان وأومواهيا. بعد وفاة شوقي أفندي، أصبح بيت العدل الأعظم المنتخب هو رئيس الدين وبدأ في إعادة تنظيم المجتمعات البهائية في أفريقيا من خلال فصل المجتمعات الوطنية لتشكيل جمعياتها الوطنية الخاصة، من عام 1967 وحتى تسعينيات القرن العشرين. من يناير إلى مارس 1970، عبرت يد القضية روحية خانوم أفريقيا من الشرق إلى الغرب، حيث زارت العديد من مجتمعات هذه البلاد بما في ذلك نيجيريا، واجتمعت مع الأفراد والمؤسسات البهائية والمدنية. بعد الحرب الأهلية النيجيرية في الفترة من 1967 إلى 1970، انتخب البهائيون في نيجيريا جمعيتهم الروحية الوطنية الخاصة بهم بحلول عام 1979.
في عام 1982 استضاف البهائيون النيجيريون أحد المؤتمرات القارية الخمسة التي دعا إليها بيت العدل الأعظم، والتي أقيمت تكريمًا لذكرى وفاة بهية خانوم.
في عام 1983، قامت لجنة وطنية لأطفال البهائيين بتطوير العديد من المواد للمدارس البهائية في نيجيريا، بما في ذلك دروس للأطفال حول مواضيع "تاريخ البهائية"، و"عيش الحياة البهائية"، و"التعاليم البهائية".
في عام 1984 قدم مركز غرب إفريقيا للدراسات البهائية أوراقًا بحثية في جامعة إيفي، في إيلي إيفي.
تأسست جمعية العدالة البهائية في عام 1986، وبحلول عام 2004 كان لها أعضاء في العديد من البلدان بما في ذلك نيجيريا.
في عام 1996، ساعدت نيجيريا في انتخاب الجمعية الروحية الوطنية في ساو تومي.

## المجتمع الحديث
يحافظ البهائيون في نيجيريا على تنوع المدارس مثل مدرسة هارماتان البهائية في أويو، ومدارس الحضانة ومشاريع التنمية في ستة مجتمعات في مجالات محو الأمية وتعليم الأطفال والزراعة.
وقد عين المجلس الروحي الوطني مكتبًا بهائيًا وطنيًا للنهوض بالمرأة في لاغوس. عقد البهائيون في إبادان وإيدي أوسي مؤتمرات مشتركة بين الأديان مع نساء مسيحيات وهندوسيات ومسلمات، حول "المرأة والمساواة والدين".

## التركيبة السكانية
تختلف تقديرات العضوية على نطاق واسع - فقد أظهر تقدير أجرته منظمة Operation World في عام 2001 وجود 1000 بهائي في عام 2001 بينما قدرت جمعية أرشيف بيانات الدين (بالاعتماد على الموسوعة المسيحية العالمية) عدد البهائيين بنحو 38172.

### أفراد بارزون
كان ريتشارد سانت باربي بيكر من أبرز المتخصصين في مجال الحفاظ على الغابات، وفي الفترة من عام 1927 إلى عام 1929 كان مساعدًا لمحافظ الغابات في المقاطعات الجنوبية في نيجيريا.
سهيل بشروي، الذي عمل في الفلسفة الدائمة وهو باحث بارز في خليل جبران وافتتح كرسي البهائي للسلام العالمي في جامعة ميريلاند، كوليدج بارك قام بالتدريس لأول مرة في نيجيريا في جامعة إبادان قبل مغادرته إلى لبنان في عام 1968.
عاشت هيلين إلسي أوستن في لاغوس كضابطة في الخدمة الخارجية الأمريكية من عام 1960 إلى عام 1970، وعملت كملحقة ثقافية لدى وكالة المعلومات الأمريكية. كما شغلت أيضًا عدة أدوار في الجمعيات الروحية البهائية (الشكل المنتخب لحكم الدين).
أُنتخب كيسر بارنز لأول مرة كعضو في بيت العدل الأعظم في عام 2000. في الثمانينيات والتسعينيات من القرن العشرين، عاش بارنز وعمل في مجال إدارة الدين في نيجيريا. كان محاضرًا أول في كلية الحقوق بجامعة أوبافيمي أوولوو في نيجيريا من عام 1980 إلى عام 1993، وحصل على درجة الماجستير. عُين في مناصب خدمة أعلى بشكل تدريجي من عام 1981 إلى عام 1993.

## قراءة إضافية
الإيمان البهائي في نيجيريا، الحوار والتحالف، شتاء 1992، ص 104، بقلم لوني برامسون ليرشي.